# Lopholithodes
Genre
Les Lopholithodes (Lopholithodes) sont un genre de crabes royaux de la famille des Lithodidae.

## Description morphologique
Les Lopholithodes possèdent une carapace convexe de forme ovale, recouverte de petits picots sur les bords et sur la surface dorsale. Le rostre est pointu mais relativement court, présentant de petits pics au niveau de la base. Les yeux sont placés de manière ventrale, protégés par des épines et une petite cornée. On retrouve antennes et antennules, assez courtes, de manière latérale.
Les chélipèdes sont égales en taille et présentent des pics sur l'ensemble de leur longueur. Les pinces les plus grosses servant à broyer alors que les plus petites servent à couper.
La longueur de la carapace de Lopholithodes foraminatus atteint 15 cm  et celle de L. mandtii peut être deux fois plus longue. Cette carapace est de couleur rougeâtre, plus claire au niveau des creux. Les pattes sont de couleur plus claire, tandis que le ventre est d'une couleur brique plus foncée. Comme chez la majorité des Lithodidae, on observe une asymétrie entre les pinces des Lopholithodes. En effet, la pince droite est souvent plus large que la pince gauche, bien que des cas rares d'asymétrie inversée aient été observés dans la nature.
Des études plus poussées sur la carapace des Lopholithodes montrent qu'elles sont principalement constituées de chitine, associée à du carbonate de calcium, conférant à la carapace son caractère dur et résistant.
Le système cardio-vasculaire des Lopholithodes a été identifié grâce à des techniques de moulages. Ainsi, les scientifiques ont pu déterminer que les Lopholithodes possèdent sept artères partant du cœur, se divisant ensuite, apportant au cerveau et aux yeux de l'hémolymphe. Ils possèdent également moins de capillaires que les autres membres des Malacostracés.

## Répartition et mode de vie
On retrouve principalement les Lopholithodes dans les eaux de l'océan Pacifique, sur les côtes de l'Alaska et du Canada. Des Lopholithodes sont également trouvés au niveau de l'île Banks.
Les Lopholithodes peuvent être présents entre 20 et 600 m de profondeur. Ils affectionnent les fonds vaseux, sableux, coralliens, rocheux ou détritiques. À l'instar de la majorité des décapodes, ils sont principalement détritivores et carnivores. Les Lopholithodes adoptent un mode de vie benthique. Les Lopholithodes préfèrent les eaux froides, entre 1 et 10 °C, et possédant un taux de salinité élevé.
Des spécimens de Lopholithodes ont été observés dans des cheminées hydrothermales.
Des cas de parasitismes ont été recensés sur des membres de Lopholithodes, des invertébrés les utilisant comme moyen de transport et pondant leurs œufs dans les branchies des Lopholithodes.

## Pêche
Les Lopholithodes ne sont pas victimes de pêches et sont souvent retrouvés dans les filets des pêcheurs par mégarde, notamment en Alaska.

## Liste d'espèces
Selon World Register of Marine Species (20 février 2018) :
- Lopholithodes foraminatus Benedict, 1895
- Lopholithodes mandtii Ahyong, 2010

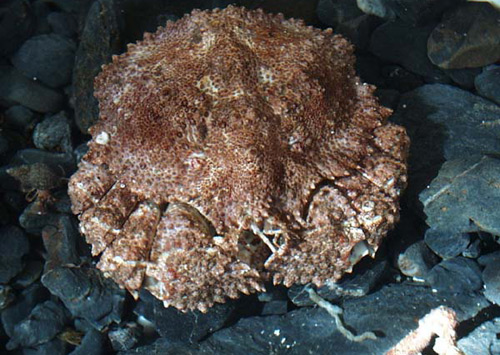
Lopholithodes foraminatus
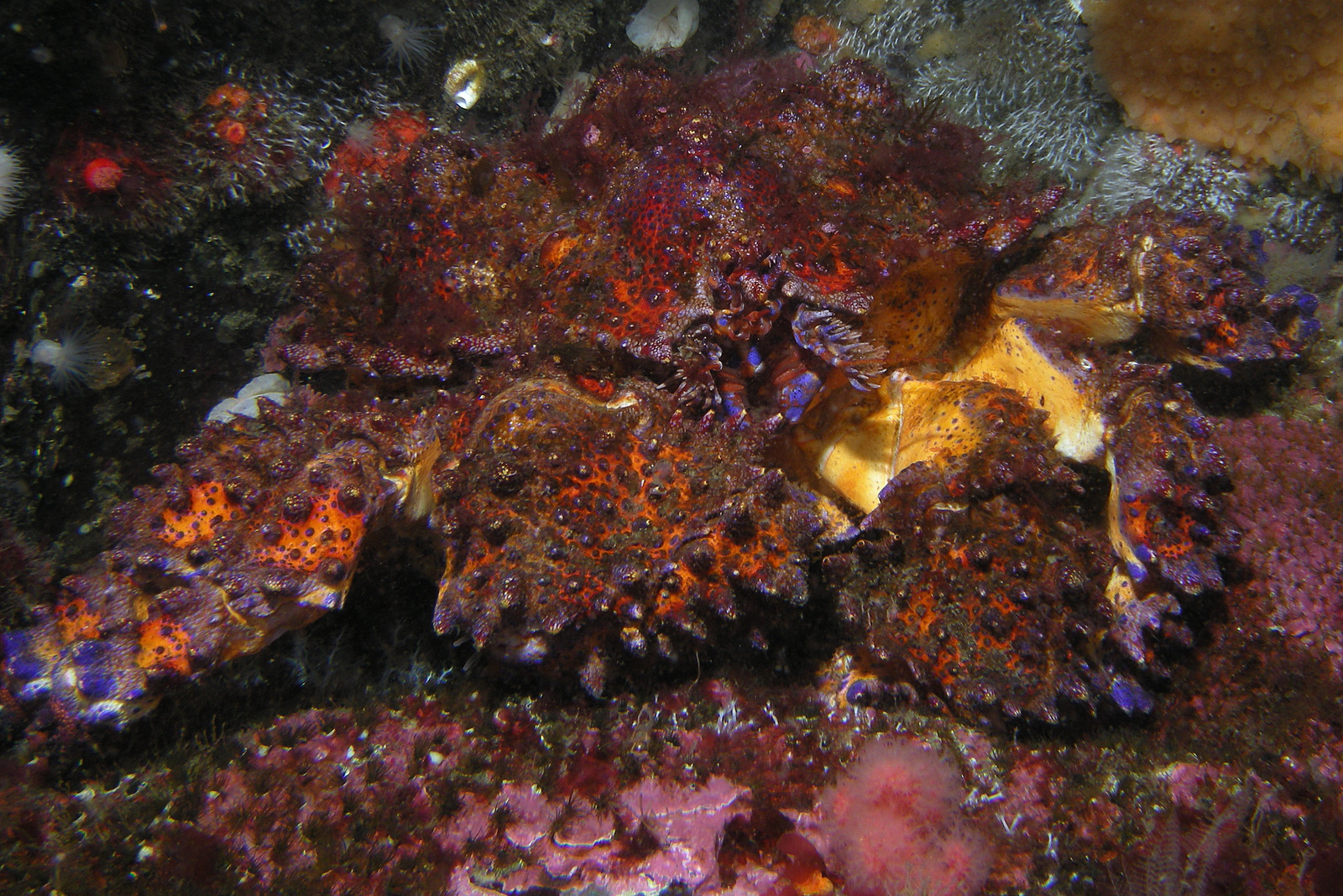
Lopholithodes mandtii